# Adolph Friedrich Zürcher
Adolph Friedrich Zürcher (1820 - 1888), was een Zwitsers politicus.
Zürcher was lid van de Regeringsraad van het kanton Appenzell Ausserrhoden. Van 1866 tot 1867 was hij Regierend Landammann (dat wil zeggen regeringsleider) van Appenzell Ausserrhoden.